# Joseph Mahfouz
Joseph Mahfouz OLM (* 20. Februar 1932 in Ghadir; † 25. August 2010) war ein libanesischer Geistlicher und maronitischer Bischof von São Paulo. Er war dritter Eparch der maronitischen Kirche in Brasilien.

## Leben
Joseph Mahfouz trat der Ordensgemeinschaft der Baladiten bei und empfing am 29. Juni 1960 die Priesterweihe.
Papst Johannes Paul II. ernannte ihn am 9. Juni 1990 zum Bischof von Nossa Senhora do Líbano em São Paulo in São Paulo. Der maronitische Patriarch von Antiochien und des Ganzen Ostens, Nasrallah Boutros Sfeir, spendete ihm am 12. August desselben Jahres die Bischofsweihe; Mitkonsekratoren waren die Weihbischöfe in Antiochien, Roland Aboujaoudé und Béchara Raï OMM.
Er trat am 14. Oktober 2006 als Bischof von Nossa Senhora do Líbano em São Paulo zurück.
Joseph Mahfouz starb an den Folgen einer Krebserkrankung und wurde auf dem Friedhof Nisbei Ghosta im Libanon bestattet.

## Schriften
- Saint Charbel Makhlouf: monk and hermit of the Lebanese Maronite Order. 1976
- LA SERVANTE DE DIEU La soeur RAFQA DE HIMALAYA. Rom 1980
- Short history of the Maronite Church. Imprimerie St. Paul 1986
- The blessed Nimatullah Kassab Al-Hardini. In: Band 26 von Third Centennial Lebanese Maronite Order publications, Monastery of Saints Cyprian and Justine 1998
- The blessed Nimattullah Kassab Al-Hardini: his life, words and spiritualities. Lebanese Maronite Order